# Matthias Biedermann
Matthias Biedermann (* 28. Januar 1983 in Dresden) ist ein ehemaliger deutscher Skeletonfahrer und mittlerweile Trainer.
Matthias Biedermann ist Sportsoldat und betreibt Skeleton seit 2001. Er startet für den SSV Altenberg. Biedermann begann seine Internationale Karriere schon als Junior. Er nahm an mehreren Juniorenweltmeisterschaften teil. 2003 in Königssee wurde er hinter Frank Kleber, 2005 in Winterberg hinter Michi Halilovic und 2006 in Igls hinter Alexander Tretjakow Junioren-Vizeweltmeister. Bei Seniorenweltmeisterschaften erreichte er 2004 in Königssee den zehnten und 2005 in Calgary den 16. Platz. Bei den Europameisterschaften 2004 in Altenberg wurde er den Neunter, ein Jahr später gewann er an selber Stelle die Bronzemedaille hinter Kristan Bromley und Frank Kleber.
Bei Deutschen Meisterschaften wurde Biedermann nach einem dritten Platz 2004 im folgenden Jahr Deutscher Meister und 2006 Vierter. Nach einer Anfangsphase im Europacup startete er erstmals Anfang 2004 im Weltcup. In Lillehammer wurde er 17. Beim folgenden Start in Igls wurde er Zehnter. Beste Platzierung war ein zweiter Platz hinter Duff Gibson 2005 in Cesana.
Biedermann wurde von Dietmar Jarosch (Athletik, zuvor Enrico Bauer) und Dirk Grundmann (Landestrainer) trainiert. Nach seiner aktiven Karriere wurde er selbst Skeleton-Trainer. Unter anderem betreut er den Europameister und Gesamtweltcupsieger der Jahre 2010 und 2011, Martins Dukurs.
Neben seiner sportlichen Laufbahn studierte Biedermann an der Technischen Universität Dresden sowie der Fernuniversität Hagen und führt seit 2014 den Titel Master of Laws.